# Мартин, Уолт
Уолт Мартин (англ. Walter "Walt" B. Martin; 8 апреля 1945, США — 24 июля 2014, Бербанк, Калифорния, США) — американский звукооператор (sound mixer), известный по работе в фильмах режиссёра Клинта Иствуда. Дважды номинант на премию «Оскар».

## Карьера
В кинематографе начал работать с 1982 года. С 1999 года, в составе группы звукоинженеров, начал сотрудничать с режиссёром Клинтом Иствудом в его фильмах: «Настоящее преступление» (1999), «Космические ковбои» (2000), «Кровавая работа» (2002), «Таинственная река» (2003), «Малышка на миллион» (2004) и других (всего более десятка фильмов). В 2007 году был номинирован на премию Американской киноакадемии за лучший звук в картине Иствуда «Флаги наших отцов».
Последней работой Уолта Мартина стал фильм того же Клинта Иствуда «Снайпер», вышедший на экраны в конце 2014 года, уже после смерти звукооператора, за который он был посмертно выдвинут на премии Американской и Британской киноакадемий.
Скончался 24 июля 2014 года, в возрасте 69 лет, от осложнений вызванных васкулитом, после госпитализации в медицинский центр Providence Saint Joseph с болями в области грудной клетки. У него остались жена Елена и падчерица Клаудия.

## Фильмография
- 1982 — Сорок дней Муса-Дага / Forty Days of Musa Dagh (boom operator)
- 1984 — На границе / On the Line (sound)
- 1984 — Ночной патруль / Night Patrol (sound mixer)
- 1984 — Роктябрьская кровь / Rocktober Blood (sound)
- 1985 — Пещерная девушка / Cavegirl (location sound mixer)
- 1985 — Grunt! The Wrestling Movie (sound mixer)
- 1986 — Роботы-убийцы / Chopping Mall (sound mixer)
- 1986 — Последний курорт / Last Resort (sound mixer)
- 1986 — Дни Грома / Thunder Run (sound mixer)
- 1986 — Дух мщения / The Wraith (location sound)
- 1986 — Резня в женской общаге / Sorority House Massacre (production sound mixer)
- 1986 — Тихая прохлада / Quiet Cool (sound mixer)
- 1987 — Мёртвые / The Dead (sound: documentary crew)
- 1987 — Стиляги / Dudes (sound mixer)
- 1988 — Передай патроны / Pass the Ammo (sound mixer)
- 1988 — Мёртвый полицейский (Смертельная ярость) / Dead Heat (sound mixer)
- 1988 — Моя новая машина / It Takes Two (sound mixer)
- 1988 — Приманка для аллигатора 2 / Gatorbait II: Cajun Justice (sound)
- 1988 — Руководитель джаз-оркестра / Leader of the Band (sound mixer)
- 1989 — Красотка и Дениз (ТВ) / The Cover Girl and the Cop (sound mixer)
- 1989 — Скрывающийся в доме / Hider in the House (sound mixer)
- 1990 — Рок Хадсон (ТВ) / Rock Hudson (sound mixer)
- 1990 — Дрожь земли / Tremors (production sound mixer)
- 1990 — Заживо погребённый (ТВ) / Buried Alive (sound mixer)
- 1990 — Маньяк-полицейский 2 / Maniac Cop 2 (sound mixer)
- 1991 — Stop at Nothing (TV Movie) (sound mixer)
- 1991 — Сны о смерти (ТВ) / Death Dreams (sound mixer)
- 1991 — Пока там не было тебя / Till There Was You (sound recordist: Los Angeles)
- 1991 — Южане / Scorchers (production sound mixer)
- 1991 — Остров Грэнд-Айл / Grand Isle (sound mixer)
- 1992 — Неистовая Уэзерс (ТВ) / Stormy Weathers (sound mixer)
- 1992 — Безумный / The Nutt House (production sound mixer)
- 1993 — Взрослая жизнь / Bodies, Rest & Motion (sound mixer)
- 1993 — Убийства чёрной вдовы: История Бланш Тэйлор Мур (ТВ) / Black Widow Murders: The Blanche Taylor Moore Story (sound mixer)
- 1993 — Сильнейший удар: Бой до смерти / Shootfighter: Fight to the Death (sound mixer)
- 1993 — Затянувшаяся музыка / Вирус (ТВ) / And the Band Played On (sound mixer)
- 1993 — Тумстоун: Легенда Дикого Запада / Tombstone (sound mixer)
- 1994 — Менендес: Убийство в Беверли-Хиллз (ТВ) / Menendez: A Killing in Beverly Hills (sound mixer)
- 1994 — Главные тайны (ТВ) / Trick of the Eye (sound mixer)
- 1995 — Рождественская шкатулка (ТВ) / The Christmas Box (sound mixer)
- 1996 — Журавль в небе / Pie in the Sky (production sound mixer)
- 1997 — Холод в сердце / Cold Around the Heart (sound mixer)
- 1998 — Огненный шторм / Firestorm (sound mixer: Los Angeles)
- 1998 — Мертвец в колледже / Dead Man on Campus (sound mixer)
- 1998 — Бег чёрной кошки (ТВ) / Black Cat Run (sound mixer)
- 1998 — Рождественское желание (ТВ) / The Christmas Wish (sound mixer)
- 1999 — Настоящее преступление / True Crime (sound mixer) (реж. Клинт Иствуд)
- 1999 — Джонни Цунами (ТВ) / Johnny Tsunami (sound)
- 1999 — Силк Хоуп (ТВ) / Silk Hope (sound mixer)
- 1999 — Гризли Адамс и Легенда Тёмный горы / Grizzly Adams and the Legend of Dark Mountain (sound mixer)
- 2000 — Going Home (TV Movie) (sound mixer)
- 2000 — Космические ковбои / Space Cowboys (production sound mixer) (реж. Клинт Иствуд)
- 2000 — Ангелы Чарли / Charlie’s Angels (sound mixer: second unit)
- 2002 — Кровавая работа / Blood Work (sound mixer) (реж. Клинт Иствуд)
- 2002 — Сестрички-зажигалки (Сёстры Бэнгер) / The Banger Sisters (sound mixer)
- 2003 — Одиночка / A Man Apart (production sound mixer)
- 2003 — Таинственная река / Mystic River (sound mixer) (реж. Клинт Иствуд)
- 2003 — Секретный Санта (ТВ) / Secret Santa (sound mixer)
- 2004 — Безумные похороны / Eulogy (sound mixer)
- 2004 — Малышка на миллион / Million Dollar Baby (sound mixer) (реж. Клинт Иствуд)
- 2005 — Life of the Party (sound mixer — в титрах не указан)
- 2005 — В память о моём отце / In Memory of My Father (sound recordist)
- 2005 — Крадущийся в ночи (сериал) / Night Stalker (production sound mixer — пилотный эпизод)
- 2006 — Смерть Супермена / Hollywoodland (sound mixer: Los Angeles)
- 2006 — Флаги наших отцов / Flags of Our Fathers (sound mixer) (реж. Клинт Иствуд)
- 2006 — Письма с Иводзимы / Letters from Iwo Jima (sound mixer) (реж. Клинт Иствуд)
- 2007 — Imperfect Union (ТВ) (sound mixer)
- 2007 — State of Mind (TV Series) (sound mixer — пилотный эпизод)
- 2007 — Пути и путы / Rails & Ties (sound mixer) (реж. Элисон Иствуд)
- 2008 — Подмена / Changeling (sound mixer) (реж. Клинт Иствуд)
- 2008 — Гран Торино / Gran Torino (supervising sound editor) (реж. Клинт Иствуд)
- 2009 — Непокорённый / Invictus (sound mixer) (реж. Клинт Иствуд)
- 2010 — Риццоли и Айлс (сериал) / Rizzoli & Isles (sound mixer — первый эпизод)
- 2010 — Потустороннее / Hereafter (sound mixer) (реж. Клинт Иствуд)
- 2010 — Дядя Найджел (ТВ) / Uncle Nigel (sound mixer)
- 2008 — Сыны анархии (сериал) / Sons of Anarchy (production sound mixer — пилотный эпизод)
- 2006—2012 — Ищейка (сериал) / The Closer (sound mixer — 59 эпизодов)
- 2012 — Кручёный мяч / Trouble with the Curve (sound mixer) (продюсер и исполнитель главной роли Клинт Иствуд)
- 2014 — Безумцы (сериал) / Mad Men (sound mixer — эпизод «Waterloo»)
- 2014 — Парни из Джерси / Jersey Boys (sound mixer) (реж. Клинт Иствуд)
- 2014 — Снайпер / American Sniper (sound mixer) (реж. Клинт Иствуд)

## Номинации на премии
Премия «Оскар» за лучший звук:
- 2007 — «Флаги наших отцов» (номинация, совместно с Джоном Рейтцом, Дэвидом Э. Кэмпбеллом, Греггом Рудлоффом)
- 2015 — «Снайпер» (номинация, совместно с Джоном Рейтцом, Греггом Рудлоффом)

Премия BAFTA за лучший звук:
- 2009 — «Подмена» (номинация, Аланом Робертом Мюрреем, Джоном Рейтцом, Греггом Рудлоффом)
- 2015 — «Снайпер» (номинация, совместно с Джоном Рейтцом, Греггом Рудлоффом, Аланом Робертом Мюрреем, Бабом Асманом)

Премия «Спутник» за лучший звук:
- 2006 — «Флаги наших отцов» (номинация, совместно с Аланом Робертом Мюрреем, Бабом Асманом, Джоном Рейтцом, Дэвидом Э. Кэмпбеллом, Греггом Рудлоффом)

Дневная премия «Эмми» за лучший звук в телефильме:
- 1994 — «Главные тайны» (номинация, совместно с Сэмом Блэком, Джоном Асманом, Дэвидом Э. Флюром)